# صلصة أرببياتا
صلصة أرابيباتا، أو (باللغة الإيطالية: sugo all'arrabbiata)، هي صلصة حارة للمعكرونة المكونة من الثوم والطماطم والفلفل الحار الأحمر المجفف المطبوخ في زيت الزيتون. تنبع الصلصة من منطقة لاتسيو، وهي مدينة حول روما. Arrabbiata تعني حرفياً «غاضب» باللغة الإيطالية. يشير اسم الصلصة إلى بهارات الفلفل الحار.
عادة ما يتم تقديم صلصة أرابيباتا مع مكرونة بيني. تم الاحتفال بالطبق عدة مرات في الأفلام الإيطالية، ولا سيما في ماركو فيري لا غراندي بوفي وفيديريكو فيليني في روما.